# سیارک ۲۵۰۰۰
سیارک ۲۵۰۰۰ (به انگلیسی: 25000 Astrometria، نامگذاری:1998OW5) بیست و پنج هزارمین سیارک کشف شده‌است که در ۲۸ ژوئیه ۱۹۹۸ کشف شد.
قدر مطلق سیارک برابر ۴۰.۷ است.